# Ludwig Cramer (Landwirt)
Ludwig Cramer (* 16. Dezember 1866 in Warburg; † 1917) war ein deutscher Farmer und Kolonialist in Deutsch-Südwestafrika. Er kam als gescheiterter Kaffeehändler 1906 nach Deutsch-Südwestafrika, um einen Neuanfang zu versuchen.

## Biografie
Ludwig Cramer war der Sohn des Bielefelder Königlichen Baurats Ludwig Karl Cramer und seiner Frau Ida, geborene Goeldner. Das Ehepaar hatte acht Kinder, drei Söhne und fünf Töchter. Cramer wuchs in gutbürgerlichen Verhältnissen in Bielefeld auf, 1876 trat er in die Sexta des Ratsgymnasiums ein, 1885 beantragte er die Zulassung zur Abiturprüfung. 
1891 heiratete Cramer seine damals siebzehnjährige Cousine Adelheid (Ada) Cramer. 1894 wurde die älteste Tochter Hildegard geboren, bis 1902 folgten drei weitere Kinder: Ernst Ludwig, Elisabeth und Friedrich.
Gemeinsam mit Carl und Otto Wiskott gründete Ludwig Cramer 1892 die Kaffeeimportfirma „Wiskott & Cramer“ in Hamburg. 1906 musste die Firma veräußert werden. Nachdem alle Gläubiger befriedigt waren, blieb Cramer noch genügend Geld, um eine neue Existenz zu beginnen. Seine Frau und er beschlossen, in das damalige deutsche Schutzgebiet Deutsch-Südwestafrika zu siedeln, um Farmer zu werden. Am 26. Mai 1907 schiffte sich das Ehepaar auf der Adolph Woermann ein, die sie nach Swakopmund brachte. Cramer erwarb die 10.000 Hektar große „Farm Otjosororindi“ im Distrikt Gobabis, 150 Kilometer nordöstlich von Windhoek am Schwarzen Nossob gelegen.
1908 siedelten die beiden Töchter, Hildegard und Elisabeth, aus Deutschland auf die Farm ihrer Eltern über, Ernst Ludwig folgte erst 1912 als fast Achtzehnjähriger.

## Der Fall Cramer
Auf der Farm misshandelte Ludwig Cramer mehrere seiner Arbeiter aus „Erziehungsgründen“. So hatte er unter anderem
- eine Herero-Frau blutig gepeitscht und mit den Füßen so gegen Kopf und Unterleib getreten, dass sie Verletzungen davontrug,
- bei einer schwangeren Frau durch Auspeitschen und Tritte in den Unterleib eine Fehlgeburt verursacht und
- eine bereits verprügelte Frau über mehrere Tage in einer ungesunden Haltung gefesselt.[5]

Daraufhin musste sich Cramer wegen schwerer Körperverletzung in zehn Fällen vor einem Gericht in Windhoek verantworten. 1913 wurde er „wegen gefährlicher Körperverletzung in Tateinheit mit Nötigung, begangen an Eingeborenen zu vier Monaten Haft und 2700 Mark Geldstrafe“ verurteilt. Andere Quellen sprechen hingegen von einer 21-monatigen Haftstrafe als Urteil.
Der Historiker Helmut Bley diagnostiziert zwischen dem kaiserlichen Kolonialismus und der Rassenideologie des Nationalsozialismus einen Zusammenhang, demnach hätten die „Methoden der Menschenbehandlung“ Einfluss auf die Vorstellungen in Deutschland gehabt. Nach dem Ende des Ersten Weltkrieges wurde dieser Fall als Beispiel von den Engländern genutzt, dass Deutschland unfähig sei, Kolonien zu verwalten.
Nach Verbüßung seiner Haftstrafe kehrte Ludwig Cramer auf seine Farm zurück. Als er 1917 mithilfe von Dynamit Löcher zur Pflanzung von Obstbäumen aushob, sprengte er sich selbst versehentlich in die Luft.

## Familie
Ludwig Cramers Bruder Otto Cramer war Rechtsanwalt bei der Firma Dürkopp in Bielefeld und übernahm die Verteidigung im Prozess.
Seine Frau Ada Cramer (Adelheid, geborene Cramer, * 1874 in Brieg, † 1962 in Aerzen) assistierte bei den Verbrechen, indem sie die Kleider seiner weiblichen Opfer zerschnitt, damit er besser zuschlagen konnte. Sie zeigte sich frei jedweder Reue und fasste das milde Urteil gegen ihren Ehemann als übertrieben auf. Daraufhin verfasste sie eine Publikation (Weiß oder Schwarz. Lehr- und Leidensjahre eines Farmers in Südwest im Lichte des Rassenhasses, Berlin 1913), in der sie Sklaverei, Rassismus und Kolonialismus sowie Gewalt gegenüber Afrikanerinnen und Afrikanern zu rechtfertigen versuchte. In der Rezeption wird hier auch eine Manifestation des Herrenmenschentums festgestellt, die dem späteren Nationalsozialismus vorauseile.
Seine Schwester Ida war die Ehefrau des Bürgermeisters von Halle (Westf.) Eduard Kisker.